# روجر إل. هانسون
روجر إل. هانسون (بالإنجليزية: Roger L. Hanson)‏ هو سياسي أمريكي، ولد في 11 نوفمبر 1925، وتوفي في 3 يناير 2005. حزبياً، نشط في الحزب الجمهوري. وقد انتخب عضو مجلس ولاية مينيسوتا وانتخب عضو مجلس نواب مينيسوتا.